# Francesco Mattuteia
Francesco Mattuteia (Santhià, 25 gennaio 1897 – Aosta, 7 marzo 1981) è stato un calciatore e allenatore di calcio italiano, di ruolo centravanti.

## Carriera

### Giocatore

#### Club
Esordì nella Coppa Federale 1915-1916 con la maglia dell'U.S.Vercellese, disputando 4 partite. Terminata la guerra, giocò nella massima serie con la maglie della Pro Vercelli, debuttando in Prima Categoria il 12 ottobre 1919 nella vittoria esterna per 4-0 sul campo dell'Amatori Torino. Nel 1920 passò al Novara, dove rimase per tre stagioni prima di tornare alla Pro Vercelli, nella quale avrebbe militato fino al 1927.
In quell'anno si trasferì al Piacenza nelle vesti di giocatore-allenatore. A Piacenza ottenne subito una promozione in Prima Divisione, dove l'anno successivo si classificò al quinto posto nel suo girone, grazie anche alle 11 reti messe a segno da lui. Nella stagione successiva passò al Siena, militante in Seconda Divisione, dove disputò due stagioni nelle quali ricoprì anche il ruolo di allenatore. Chiuse la carriera con Mortara e Teramo.

#### Nazionale
Ottenne la sua unica presenza in Nazionale il 23 novembre 1924 in un'amichevole contro la Germania nella quale subentrò in sostituzione di Leopoldo Conti.

### Allenatore
Nel 1931 allenò la SPAL, nel campionato di Prima Divisione 1931-1932, terminato al primo posto; la promozione in Serie B sfumò agli spareggi contro Savona e Messina, con Mattuteia sostituito a campionato in corso da Adolf Mora Maurer. Nei primi mesi del 1932 fu ingaggiato dal Teramo: con gli abruzzesi disputò solamente partite di precampionato, poiché il girone abruzzese della Terza Divisione non fu disputato a causa della mancanza di squadre.
Nel 1933 passò sulla panchina dell'Aosta, che guidò per sei stagioni vincendo nel 1935 il campionato di Seconda Divisione.

## Statistiche

### Cronologia presenze e reti in nazionale
| Cronologia completa delle presenze e delle reti in nazionale ― Italia | Cronologia completa delle presenze e delle reti in nazionale ― Italia | Cronologia completa delle presenze e delle reti in nazionale ― Italia | Cronologia completa delle presenze e delle reti in nazionale ― Italia | Cronologia completa delle presenze e delle reti in nazionale ― Italia | Cronologia completa delle presenze e delle reti in nazionale ― Italia | Cronologia completa delle presenze e delle reti in nazionale ― Italia | Cronologia completa delle presenze e delle reti in nazionale ― Italia |
| Data                                                                  | Città                                                                 | In casa                                                               | Risultato                                                             | Ospiti                                                                | Competizione                                                          | Reti                                                                  | Note                                                                  |
| --------------------------------------------------------------------- | --------------------------------------------------------------------- | --------------------------------------------------------------------- | --------------------------------------------------------------------- | --------------------------------------------------------------------- | --------------------------------------------------------------------- | --------------------------------------------------------------------- | --------------------------------------------------------------------- |
| 23-11-1924                                                            | Duisburg                                                              | Germania                                                              | 0 – 1                                                                 | Italia                                                                | Amichevole                                                            | 0                                                                     |                                                                       |
| Totale                                                                |                                                                       | Presenze                                                              | 1                                                                     |                                                                       | Reti                                                                  | 0                                                                     |                                                                       |

## Palmarès

### Allenatore
- Seconda Divisione: 2

Piacenza: 1927-1928
Aosta: 1934-1935